# Зареченск (Чукотский автономный округ)
Заре́ченск — покинутый военный городок на территории Анадырского района (ранее — Беринговского) Чукотского автономного округа России.
В 2003 году воинская часть расформирована, посёлок был покинут.
Военный городок находился близ морского побережья (лагуна Лахтина), в окрестностях посёлка городского типа Беринговский с крупным портом. Поселения связывала дорога.

Зареченск, 1975 год